# Ditaxis haitiensis
Ditaxis haitiensis är en törelväxtart som beskrevs av Ignatz Urban. Ditaxis haitiensis ingår i släktet Ditaxis och familjen törelväxter. Inga underarter finns listade i Catalogue of Life.